# Bataille de Gemmano
- Campagne en Libye et en Égypte
- Tunisie
- Balkans
- Méditerranée
- Italie
- Sud de la France

Batailles
Invasion de la Sicile
- Lampedusa
- Corkscrew
- Mincemeat
- Barclay
- Animals
- Chestnut
- Narcissus
- Fustian
- Ladbroke
- Gela
- Troina
- Centuripe

Invasion de l'Italie
- Baytown
- Avalanche
- Rome
- Slapstick
- Armistice de Cassibile
- Achse
- Naples
- Bombardement du Vatican
- Ligne Volturno
- Libération de la Corse
- Ligne Barbara
- Bombardement de Bari

Ligne Gustave
- Ligne Bernhardt
- Raincoat
- San Pietro Infine
- Rivière Moro
- Ortona
- Rivière Rapido
- Monte Cassino
- Shingle
- Cisterna
- Diadem
- Strangle
- Ligne Trasimene
- Libération de Rome
- Ancône
- Brassard

Ligne gothique
- Rimini
- Saint-Marin
- Gemmano
- Montecieco
- Monte Castello
- Garfagnana

Offensive du printemps 1945
- Tombola
- Bowler
- Roast
- Bologne
- Argenta Gap
- Herring
- Collecchio

Guerre civile italienne
La Bataille de Gemmano est une péripétie de la phase offensive pendant la campagne d'Italie lancée par l'armée alliée afin de percer la ligne Gothique sur l'Adriatique afin de libérer la ville de Rimini. Elle se déroule entre le 4 et le 15 septembre 1944.

## La bataille

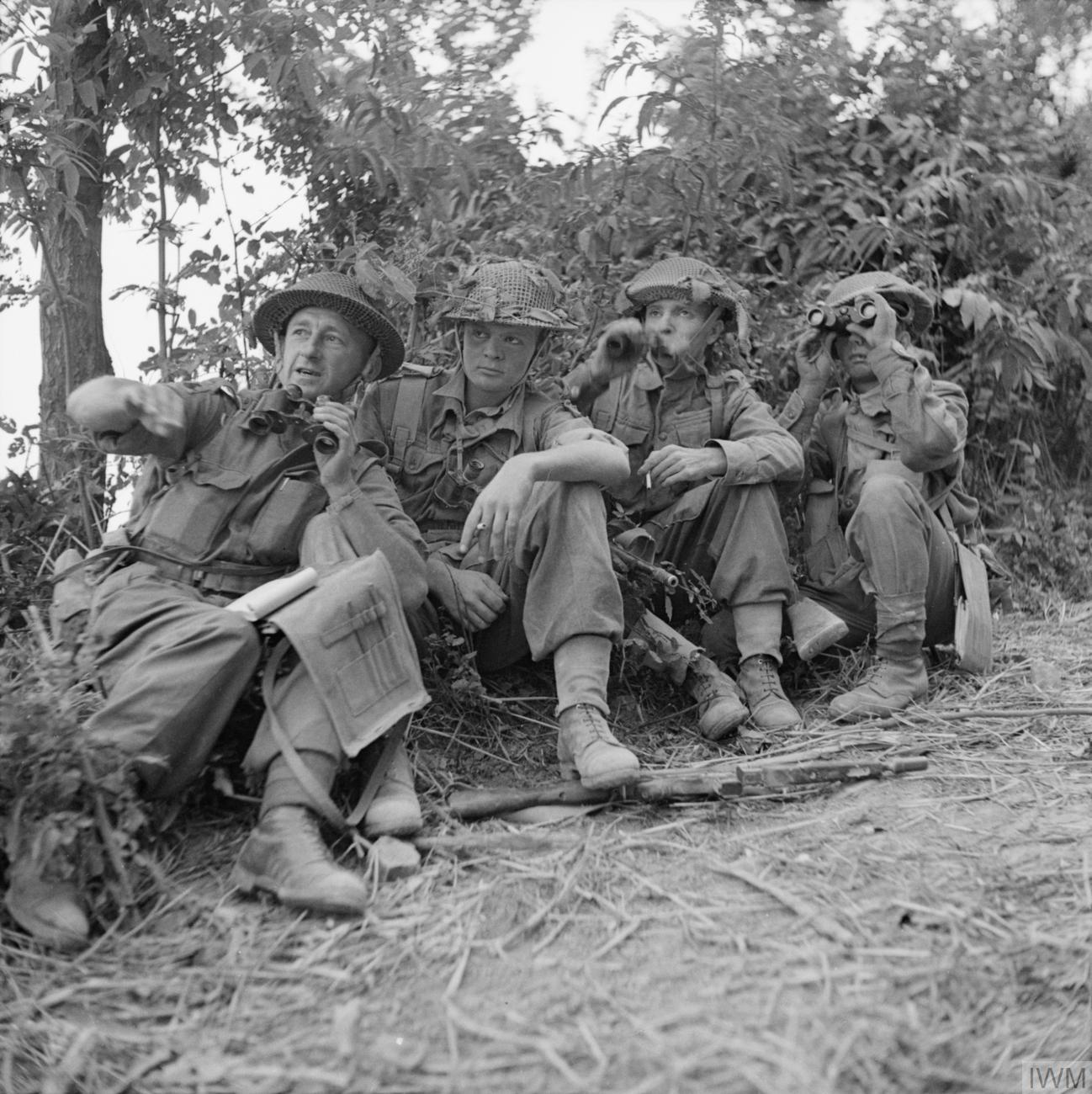
Armée anglaise en Italie : Les commandants des régiments 7e Ox et Bucks planifient l'attaque sur le village de Gemmano, le 6 septembre 1944

Pendant cette bataille qui a vu une succession de quatre attaques anglaises contre les positions allemandes, la localité de Gemmano a été occupée pendant la seconde attaque du 9 septembre, tandis que les autres actions successives provoquèrent la reddition des autres forces de la Wehrmacht opérant sur la zone.
La bataille a été brève mais intense et est appelée « Cassino dell'Adriatico » par divers historiens.

## Conséquences
Le chemin vers Rimini est libéré, défaits, le 17 septembre les Allemands reçoivent l'ordre de se retirer et les combats se déplacent plus à nord où les forces indiennes combattent la charge de Montecieco. Malgré les pertes subies, les troupes alliées indiennes enfoncent les lignes allemandes à San Marino et simultanéiment les canadiens franchissent le col de Covignano et le fleuve Marecchia, près de San Martino in Riparotta, obligeant les Allemands à se retirer.
Le 21 septembre 1944 les divisions grecques, appuyées par les chars armés neozélandais, entrent dans la ville de Rimini, déjà détruite par les bombardements alliés.